# Хассенпфлуг, Мария
Мария Магдалина Элизавета Хассенпфлуг (нем. Marie Magdalene Elisabeth Hassenpflug; 27 декабря 1788, Альтенхасслау, Гессен — 21 ноября 1856, Кассель, Гессен) — немецкая писательница, чьи версии различных народных сказок были важным источником для братьев Гримм и вошли в выпущенную ими книгу «Сказки братьев Гримм» («Детские и семейные сказки»), вышедшую в 1812 году. Так, ей в 1810 году была им рассказана сказка «Шиповничек», по содержанию напоминающая сказку Шарля Перро «Спящая красавица» (мать Марии была француженкой).
Родилась 27 декабря 1788 года в городе Альтенхаслау в семье чиновника.
Ниже представлены сюжеты сказок с номером международной классификации (ATU Index).

## Сюжеты сказок, переданные Марией Хассенпфлуг
- Братец и сестрица (KHM 11)
- Красная Шапочка (KHM 26)
- Девушка-безручка (KHM 31)
- Спящая красавица (KHM 50)
- Белоснежка (KHM 53)